# Kim tự tháp Bosnia

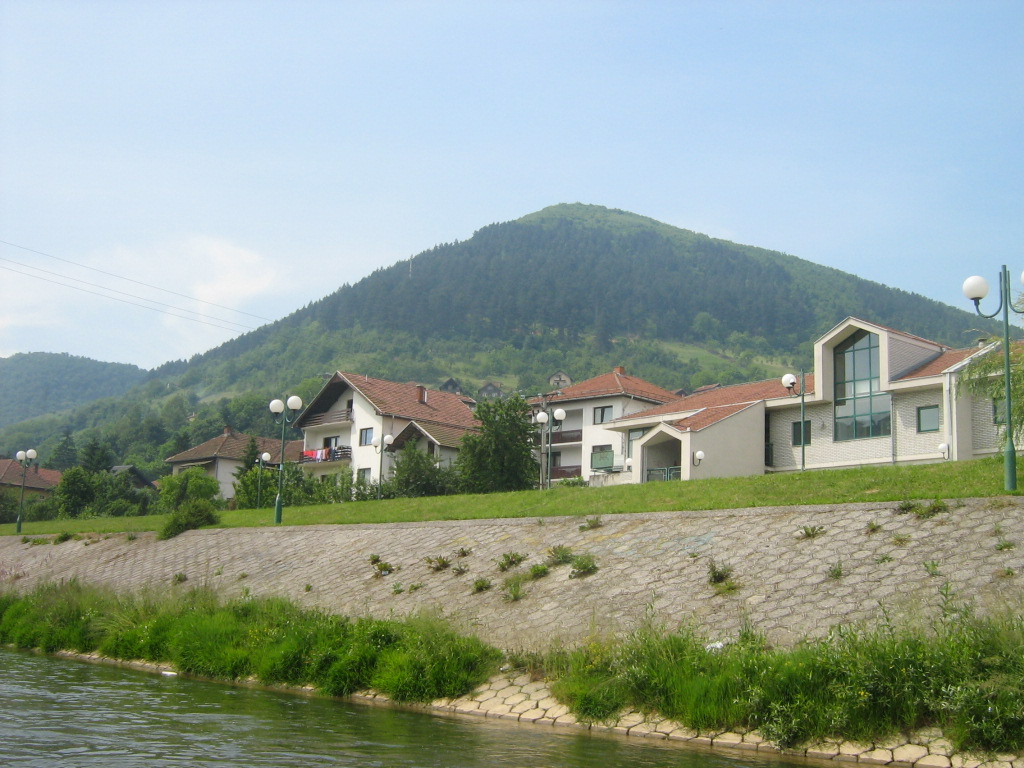
Visočica nhìn ra Visoko chụp năm 2007

Thuật ngữ kim tự tháp Bosnia đã được sử dụng để chỉ một cụm của các kiến tạo địa chất tự nhiên đôi khi được gọi là flatiron gần thị trấn Bosnia Visoko, phía tây bắc của Sarajevo. Ngọn đồi có tên là Visočica trở thành tâm điểm của sự chú ý quốc tế trong tháng 10 năm 2005 sau một chiến dịch truyền thông thúc đẩy ý tưởng rằng chúng là nhân tạo và kim tự tháp cổ đại lớn nhất trên trái đất.
Trong phân tích địa điểm, lịch sử được biết đến về nó, và các cuộc khai quật, các nhà địa chất, khảo cổ học, và các nhà khoa học khác đã kết luận rằng chúng là các kiến tạo tự nhiên và không có dấu hiệu của công trình do con người xây dựng. Ngoài ra, các nhà khoa học đã chỉ trích các cơ quan Bosnia ủng hộ các tuyên bố kim tự tháp nói rằng: "Chương trình này là một trò lừa bịp tàn nhẫn đối với công chúng không hoài nghi và không có chỗ đứng trong thế giới của khoa học chân chính".
Đồi Visočica  cao 213 mét, thị trấn trên đó phố cổ Visoki từng tọa lạc, có hình gần như kim tự tháp. Ý tưởng cho rằng nó tạo thành một dinh thự cổ kính nhân tạo đã được công bố bởi tác gia và nhà chế tác kim loại Bosnia Semir Osmanagić. Các cuộc khai quật tiếp theo của ông ở địa điểm này đã phát hiện ra những gì ông tuyên bố là một cao nguyên lối vào trải nhựa và đường hầm, cũng như các khối đá và vữa cổ xưa mà ông đã từng bao phủ cấu trúc. Osmanagić đã tuyên bố rằng các khai quật liên quan đến một nhóm các nhà khảo cổ quốc tế từ Australia, Áo, Ireland, Scotland và Slovenia. Tuy nhiên, các nhà khảo cổ học mà ông nêu tên đã nói rằng họ đã không đồng ý tham gia và không bao giờ đến địa điểm đó. Các cuộc khai quật bắt đầu vào tháng 4 năm 2006, và đã tham gia định hình lại các ngọn đồi để làm cho nó trông giống như một kim tự tháp của người Maya.